# Dileu Vechi
Dileu Vechi (węg. Oláhdellő) – wieś w Rumunii, w okręgu Marusza, w gminie Ogra. W 2011 roku liczyła 215 mieszkańców.